# Diecezja Nuestra Señora de la Altagracia en Higüey
Diecezja Nuestra Señora de la Altagracia en Higüey (łac. Dioecesis A Domina Nostra vulgo de la Altagracia in Higüey) – katolicka diecezja na Dominikanie należąca do archidiecezji Santo Domingo. Została erygowana 1 kwietnia 1959.

## Ordynariusze
- Juan Félix Pepén y Soliman (1959–1975)
- Hugo Eduardo Polanco Brito (1975–1995)
- Ramón Benito de La Rosa y Carpio (1995–2003)
- Gregorio Nicanor Peña Rodríguez (2004–2020)

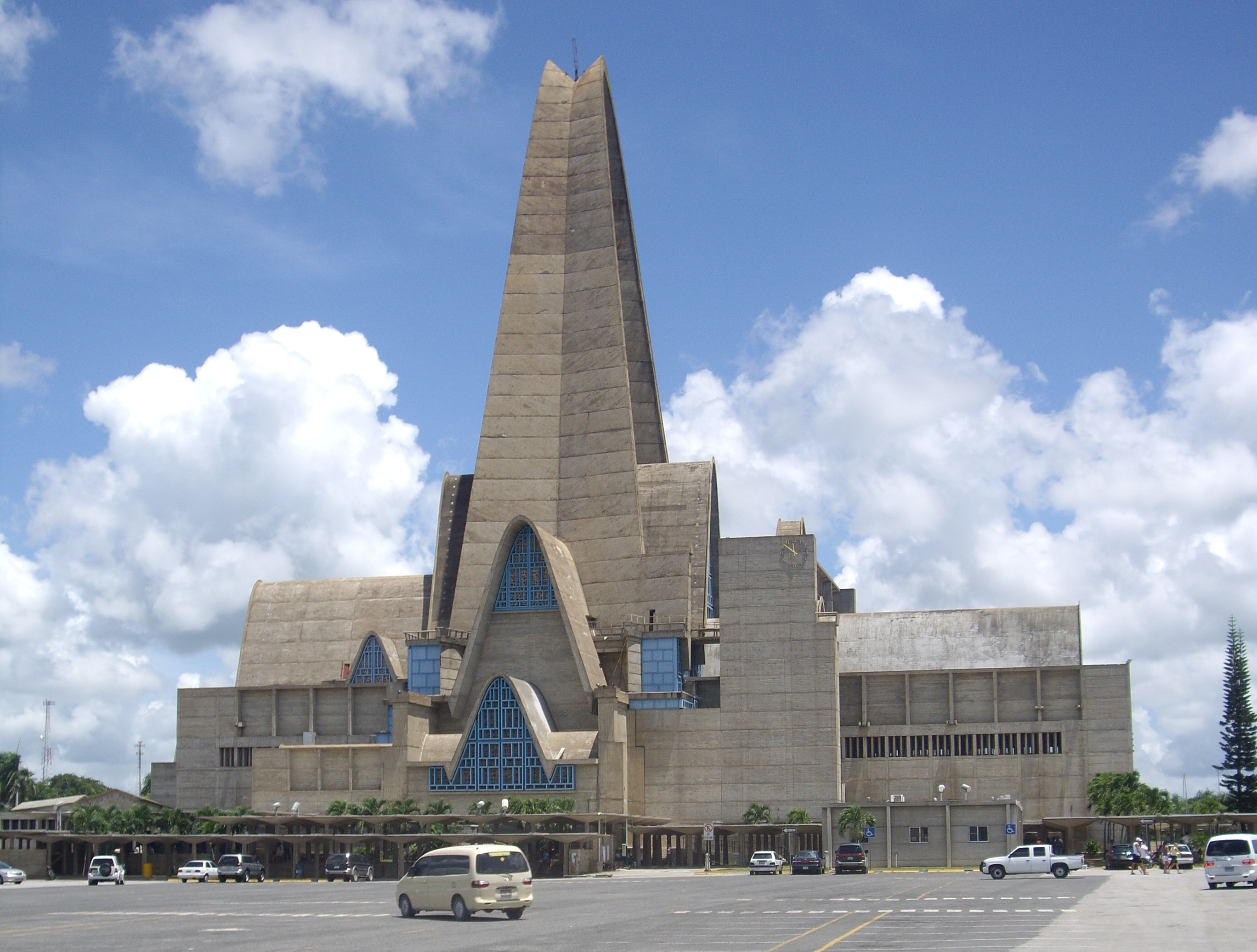
Bazylika Matki Boskiej w Higüey

- Jesús Castro Marte (od 2020)